# Jeanelle Scheper
Jeanelle Scheper (* 21. November 1994) ist eine lucianische Hochspringerin.

## Leben
2013 schied sie bei den Weltmeisterschaften in Moskau in der Qualifikation aus.
Bei den Commonwealth Games 2014 in Glasgow wurde sie Vierte.
2015 wurde sie Fünfte bei den Panamerikanischen Spielen in Toronto und Siebte bei den Weltmeisterschaften in Peking.
Für die University of South Carolina startend wurde sie 2015 NCAA-Meisterin.

## Persönliche Bestleistungen
- Hochsprung: 1,96 m, 15. Mai 2015, Starkville
  - Halle: 1,91 m, 9. Februar 2013, Fayetteville